# تسیدلینا (منطقه تربیچ)
تسیدلینا (به چکی: Cidlina) یک منطقهٔ مسکونی در جمهوری چک است که در منطقه تربیچ واقع شده‌است. تسیدلینا ۸٫۷۵ کیلومتر مربع مساحت و ۱۰۲ نفر جمعیت دارد و ۵۴۸ متر بالاتر از سطح دریا واقع شده‌است.